# Коњ, точак и језик
Коњ, точак и језик: Како су јахачи бронзаног доба из евроазијских степа обликовали савремени свет књига је антрополога Дејвида В. Ентонија из 2007. године у којој аутор описује своју „ревидирану теорију Кургана“. Истражује порекло и ширење индоевропских језика из понтско-каспијске степе широм западне Европе, те централне и јужне Азије. Показује како су припитомљени коњ и проналазак точка мобилизовали степска сточарска друштва у евроазијској степи, а у комбинацији са увођењем бронзане технологије и нових друштвених структура, попут односа покровитељ-муштерија, дали су предност индоевропским друштвима. Књига је добила Награду за књигу Друштва за америчку археологију за 2010. годину.

## Синопсис
Ентони даје широк преглед језичких и археолошких доказа о раном пореклу и ширењу индоевропских језика, описујући ревидирану верзију курганске хипотезе Марије Гимбутас. Ентони описује развој локалних култура на северној обали Црног мора, од ловаца до сточара, под утицајем балканских култура, које су увеле технологију говеда, коња и бронзе.
Када се клима променила између 3500. и 3000. п. н. е., а степе су постајале сушније и хладније, ти изуми довели су до новог начина живота у којем су се мобилни сточари преселили у степе, развијајући нову врсту друштвене организације односима покровитеља-муштерије и домаћина-гостоа. Та нова друштвена организација, са сродним индоевропским језицима, проширила се широм Европе, Централне Азије и Јужне Азије због могућности да укључи нове чланове у своје друштвене структуре.
Први део покрива теоријска разматрања о језику и археологији. Даје уводни преглед индоевропске лингвистике (гл. 1); истражује реконструкцију праиндоевропског (гл. 2); датирање праиндоевропског (гл. 3); специфични речник вуне и точкова (гл. 4); положај праиндоевропске прапостојбине (гл. 5); и корелација ових језичких открића са археолошким доказима и улогом елитног регрутовања у језичкој промени (гл. 6).
Други део покрива развој степских култура и последичне миграције из понтско-каспијског региона у Европу, Централну Азију и Јужну Азију. Раздвајање главних грана индоевропског (осим можда грчког) може се довести у корелацију са археолошким културама, показујући степске утицаје на начин који има хронолошког и географског смисла у светлу лингвистичких реконструкција. Ентони даје увод у Други део (гл. 7); описује интеракцију између балканских земљорадника и сточара и степских сакупљача на реци Дњестар (на западу Украјине) и увођење стоке (гл. 8); ширење сточарства током бакарног доба и пратећа друштвена подела између високог и ниског статуса (гл. 9); припитомљавање коња (гл. 10); крај балканских култура и ране миграције степског народа у долину Дунава (гл. 11); развој степских култура током енеолита, укључујући интеракцију са месопотамским светом након пропасти балканских култура и улогу праиндоевропског као регионалног језика (гл. 12); Јамњанска култура као врхунац овог развоја у понтско-каспијским степама (гл. 13); миграција народа Јамне у долину Дунава и порекло западних индоевропских језика у долини Дунава (келтски, италски), Дњестар (германски) и Дњепар (балтички, словенски) (гл. 14); миграције ка истоку које су створиле културу Синташте и праиндоиранску (гл. 15); миграције Индоаријанаца према југу кроз археолошки комплекс Бактрија-Маргиана у Анатолију и Индију (гл. 16); и закључне мисли (гл. 17).

### Први део: Језик и археологија

#### Прво поглавље: Обећање и политика матерњег језика
Ентони представља сличности између широког спектра језика и њиховог заједничког претка, праиндоевропског. Предлаже да се „праиндоевропска постојбина налазила на степама северно од Црног и Каспијског мора у данашњој јужној Украјини и Русији“.  Ентони даје кратак преглед историје лингвистичких изучавања ПИЕ  а затим износи шест главних проблема који ометају „опште прихватљиву спрегу археолошких и лингвистичких доказа“. 

#### Треће поглавље: Језик и време 1. Последњи говорници праиндоевропског
Користећи математичку анализу позајмљену из домена еволуционе биологије, Дон Ринџ и Тенди Варноу предлажу следеће еволуционо стабло индоевропских грана: 
- пре-анатолијски (пре 3500. п. н. е.)
- пре-тохарски
- пре-италски и Пре-келтски (пре 2500. п. н. е.)
- [пре-германски] [6]
- пре-јерменски и пре-грчки (после 2500. п. н. е.)
- [пре-германски][7] прагермански око 500. п.н.е [8]
- Пре-балтословенски [4]
- Праиндоирански (2000. п. н. е.)

#### Четврто поглавље: Језик и време 2: Вуна, точкови и праиндоевропски
Ентони предлаже да је праиндоевропски настао након отприлике 3500. п. н. е. То заснива нарочито на својој анализи индоевропских термина за текстил од вуне и возила на точковима:
Ни тканина од вуне ни возила на точковима нису постојали пре око 4000. п. н. е. Могуће је да ниједно није постојало пре око 3500. п. н. е. Међутим, говорници праиндоевропског језика су редовно говорили о возилима на точковима и некој врсти вунене тканине. Овај вокабулар указује нам да је праиндоевропски језик говорен негде између 4000. и 3500. п. н. е. 

#### Шесто поглавље: Археологија језика
Ентони, служећи се методологијом Ринџа и Варноу, предлаже следећи след догађаја: 
- пре-анадолијски (4200 п.н..е)
- пре-тохарски (3700. п. н. е.)
- пре-германски (3300. п. н. е.)
- пре-италски и пре-келтски (3000 п.н..е)
- пре-јерменски (2800. п. н. е.)
- пре-балтословенски (2800. п. н. е.)
- пре-грчки (2500. п. н. е.)
- праиндоирански (2200. п. н. е.), док се подела између иранске и староиндијске гране десила 1800. п. н. е.

Кључни увид нам пружа чињеница да су рана проширења подручја у којем се говорило индоевропским језиком често била узрокована „врбовањем“, а не само војним инвазијама. Са културом Јамне као кандидатом за језгро, првобитно врбовање било би увођење у начин живота у коме је интензивна употреба коња омогућавала да се стада животиња гаје у подручјима украјинске / јужноруске степе, изван речних долина.

### Други део: Отварање евроазијских степа

#### Осмо поглавље: Први пољопривредници и сточари: понтско-каспијски неолит
Према Ентонију, развој праиндоевропских култура започео је увођењем стоке у понтско-каспијске степе  које су до око 5200–5000 п. н. е, насељавали ловци-сакупљачи.  Први сточари пристигли су из долине Дунава око. 5800–5700 п. н. е, потомци првих европских пољопривредника.  Они су формирали културу Криш (5800–5300. п. н. е.), стварајући културну границу на сливу Прут-Дњестар. 
Суседна Бугско-дњестарска култура (6300–5500. п. н. е.) била је локална сакупљачка култура из које се узгој стоке проширио на степске народе.  Подручје Дњепарских брзака било је следећи део понтско-каспијских степа који се пребацио на сточарство. Било је то најгушће насељено подручје понтско-каспијских степа у то време и било је насељено разним групама ловаца и сакупљача од краја леденог доба. Од око 5800-5200, је насељен првом фазом дњепарско-доњецке културе, култури ловаца-сакупљача која је живела упоредо са бугско-дњестарском културом. 

#### Девето поглавље: Краве, бакар и поглавице
Око 5200–5000. п. н. е., индоевропска култура Цуцутени-Трипоље (5200–3500. п. н. е.) појављује се источно од Карпата,  померајући културну границу до јужне долине Буга,  и сакупљачи у дњепарским брзацима су прешли на сточарство, што је означило прелазак на Дњепар-Доњец II (5200 / 5000-4400-4200. п. н. е.).  Дњепарско-Доњецка култура чувала је стоку не само за ритуална жртвовања, већ и за свакодневну исхрану.  Хвалинска култура (4700–3800. п. н. е.),  лоцирана на средњој Волги, која је трговинском мрежом била повезана са долином Дунава,  такође је имала говеда и овце, али оне су биле „важније као обредне жртве него као храна“.  Према Ентонију, „скуп култова који су се ширили са првим припитомљеним животињама био је у корену праиндоевропског поимања универзума“  у којој је стока имала суштинску улогу.  Самарска култура (почетак 5. миленијума пре нове ере),  северно од хвалинске културе, ступила је у интеракцију са истом.  Степске културе су се знатно разликовале, економски, а вероватно и језички,  од долине Дунава и балканских култура на њиховом западу, упркос трговини између њих,  а такође од сакупљача из северне шумске зоне,  и од култура источно од реке Урал. 

#### Десето поглавље: Припитомљавање коња и порекло јахања: Прича о зубима
Припитомљавање коња имало је огроман ефекат на степске културе и Ентони је на њему обављао теренска испитивања.  Утрошеност зуба које чине жвале на уздима су знак јахања, а датирање коњских зуба са траговима трошења од жвала даје назнаке за датирање појаве јахања.  Присуство припитомљених коња у степским културама било је важан траг за развој курганске хипотезе Марије Гимбутас.  Према ентонију, јахање се могло појавити већ 4200. п. н. е.,  а коњски артефакти се у већој количини појављују након 3500. п. н. е.  Јахање је знатно повећало покретљивост сточара, омогућавајући им да чувају већа стада, али је такође довело до повећаног ратовања због потребе за додатним пашњацима. 

#### Једанаесто поглавље: Крај старе Европе и успон степе
Култура Средњег Стога (4400–3300. п. н. е.)  појављује се на истом месту као и култура Дњепар-Доњец, али показује утицаје људи који су дошли са реке Волге.  Култура Средњег Стога била је „археолошки темељ индоевропских степских сточара Марије Гимбутас“,  а тај период „је био критично доба када су се иновативни праиндоевропски дијалекти почели ширити по степама".
Око 4200–4100. п. н. е. дошло је до климатских промена које су проузроковале хладније зиме.  Између 4200. и 3900. године пре нове ере, многи телови у долини доњег Дунава били су спаљени и напуштени  а култура Цуцутени-Трипоље показала је пораст утврђења  и кренула је према истоку, ка Дњепру. 
Степски сточари, говорници архаичног праиндоевропског, проширили су се у долину доњег Дунава око 4200–4000. п. н. е., узрокујући или искористивши слом Старе Европе .  Према Ентонију, њихови језици су „вероватно обухватали архаичне праиндоевропске дијалекте оне врсте која је делимично очувана касније у анатолској језичкој грани“.  Према Ентонију, њихови потомци су се касније преселили у Анатолију у непознато време, можда већ 3000. п. н. е.  Према Ентонију, сточари, који су формирали комплекс Суворово - Новоданиловка,  вероватно су били поглаварска елита из културе Средњег Стога у долини Дњепра. 

#### Дванаесто поглавље: Семе промена на степским границама. Мајкопске поглавице и градови Трипоља
Слом Старе Европе довео је до смањења поклона на бакарним гробовима у севернопонтским степама. Између 3800. и 3300. дошло је до значајног контакта између степских култура и Месопотамије преко мајкопске културе (3700–3000. п. н. е.) На северном Кавказу.  На западу трипољска грнчарија почиње да подсећа на грнчарију Средњег Стога, показујући процес асимилације између трипољске културе и степске културе и постепено рушење културне границе између њих две. 
Између 3800. и 3300. п. н. е., може се разабрати пет енеолитских степских култура, а праиндоевропски дијалекти су тада могли служити као регионални језик. 
- Култура Михајловке (3600—3000. п. н. е.), на обали Црног мора између Дњестра и Дњепра. [49] Људи Михајловке I мање су личили на народ Суворово-Новоданиловке и можда су се више мешали са људима из трипољске културе или људима из долине Дунава. [50] Горњи ниво Михајловке III (3300–3000. п. н. е.) увозио је грнчарију из културе Репина (види доле) и сматра се раном западном културом Јамне. [51] У степама северозападно од Црног мора, културу Михајловке заменила је култура Усатова после 3300. п. н. е. [50] Култура Михајловка на Криму развила се у културу Кеми Оба . [50]
- Пост-Мариупољска култура (рана фаза 3800-3300 п. н. е, у касној фази 3300-2800. п. н. е.): [52] Дњепарски брзаци, у близини реке Доњец. [53] Према Ини Потехиној, људи су највише личили на народ Суворово-Новоданиловке. [50]
- Касна / фаза II културе Средњег Стога ( Дњепар-Доњец -Дон), око 4000–3500. п. н. е. [54]
- Репинска култура (Дон) и касна хвалинска култура (доња Волга): [55] култура Репина се развила контактом са касном културом Мајкоп-Новосвободјана (Доњи Дон), [56] која је дубоко продрла у степу Доње Волге. [57] Ентони такође верује да је Репин био изузетно важан за успостављање културе Афанасова у источном Сибиру, в. 3700–3300. п. н. е. [58]

#### Тринаесто поглавље: Колари. Говорници праиндоевропског
Хоризонт Јамне (3300–2500. п. н. е.)  настао је у подручју Дон-Волге  где му је претходила  хвалинска култура Средње Волге (4700–3800. п. н. е.)  и Репин култура долине Дона (око 3950–3300. п. н. е.)  и касна керамика из ове две културе једва се може разликовати од ране јамњанске грнчарије.  Култура Афанасево, на западном делу алтајских планина, на крајњем источном крају степа, била је изданак културе Репин. 
Хоризонт Јамне био је адаптација на климатске промене између 3500 и 3000. п. н. е. Степе су постале сувије и хладније, стада је требало често премештати да би се довољно нахранила, што је било омогућено употребом кола и јахањем, а то је довело до „новог, покретнијег облика пастирства“.  Пратила су је нова социјална правила и институције за регулисање локалних миграција у степама, стварајући нову социјалну свест о посебној култури и о „културно Странима“, који нису учествовали у новим институцијама. 
Рани хоризонт Јамне брзо се ширио понтско-каспијским степама између око. 3400 и 3200. п. н. е.  Према Ентонију, „ширење хоризонта Јамне било је материјални одраз ширења касних праиндоевропљана преко понтско-каспијских степа“.  Ентони даље примећује да је „хоризонт Јамне видљиви археолошки одраз друштвеног прилагођавања високој покретљивости - изум политичке инфраструктуре за управљање већим стадима из покретних домова у степама“. 
Хоризонт Јамне огледа се у нестајању дугорочних насеља између Дона и Урала и у кратким периодима употребе курганских гробља, која почињу да се појављују дубоко у степама између већих речних долина. 
Источни део (Волга-Урал-Северни Кавказ) хоризонта Јамне био је покретнији од западног дела (Јужни Буг-доњи Дон), који је био усмеренији ка пољопривреди.  Источни део је био више усредсређен на мушкарце, а западни део је више укључивао жене.  Источни део је такође имао већи број мушкараца сахрањених у курганима, а његова божанства била су углавном мушка. 

#### Четрнаесто поглавље: Западни индоевропски језици
Према Ентонију, пре-италски, пре-келтски и пре-германски можда су се одвојили у долини Дунава и Дњестра-Дњепра од праиндоевропског. 
Усатовска култура се развила у југоисточној централној Европи око 3300–3200. п. н. е. код Дњестра.  Иако је уско повезана са културом Трипоља, постојала је упорно са културом Јамне и знатно подсећа на њу.  Према Ентонију, можда је отпочела са „степским клановима повезаних са хоризонтом Јамне који су успели да наметну однос покровитељ-муштерија узгајивачким селима Трипоља“.  Према Ентонију, пре-германски дијалекти су се можда развили у култури између Дњестра (западна Украјина) и Висле (Пољска) око 3100–2800. п. н. е. и ширили се са културом линеарне керамике. 
Између 3100–2800 / 2600. п. н. е., када се хоризонт Јамне брзо проширио понтском степом, догодила се права народна миграција праиндоевропских говорника из културе Јмне у долину Дунава,  крећући се дуж територије Усатовске културе. ка одређеним одредиштима, допирући чак до Мађарске [79][./The_Horse,_the_Wheel,_and_Language#cite_note-FOOTNOTEAnthony2007,361–362,_367-79[75],] где је можда подигнуто чак 3000 кургана.  Локалитети културе звонастих пехара у Будимпешти, датирани на око 2800–2600. п. н. е., можда је помогао ширењу јамњанских дијалеката ка западу у Аустрију и јужну Немачку, где се можда развио прото-келтски.  Пре-италски се можда развио у Мађарској, па се проширио према Италији путем културе поља с урнама и виланованске културе .  Према Ентонију, словенски и балтички језик развили су се при средњем Дњепру (Украјина)  око в. 2800 п. н. е, ширећи се одатле на север. 
Култура линеарне керамике у средњој Европи је вероватно играла суштинску улогу у настанку и ширењу индоевропских језика у Европи током бакарног и бронзаног доба.  Према Ентонију, хоризонт „линеарне керамике“ можда је увео германски, балтички и словенски у северну Европу. 

#### Петнаесто поглавље: Ратници-кочијаши северних степа
Експанзија културе линеарне керамике, северно од степе, довела је до културе Синташте, источно од планине Урал, која се сматра родним местом Индоиранаца.  Ентони прескаче пост-јамњанске културе у степском појасу (касна Јамна, катакомпска култура (2800–2200. п. н. е.) и култура Полтавке (2700–2100. п. н. е.)), али даје опширан опис средњег стадијума културе средњег Дњепра (3200– 2300. п. н. е.) и културе линеарне керамике у шумској зони ( Фатјанова (3200-2300. п. н. е.), Абашево (2500-1900. п. н. е.), и Баланово (3200-2300. п. н. е.). 
После око 2500. п. н. е., евроазијске степе постале су суве, достигавши врхунац око 2000. п. н. е, С тим да су степе југоисточно од планина Урал постале још сувије од степе средње Волге.  Отприлике 2100. п. н. е., сточари Полтавке и Абашева преселили су се у долине река Тобол и Урал, близу мочвара које су биле потребне за опстанак њихових стада.  Они граде утврђења, формирајући културу Синташтена јужном делу ланца планина Урал.  Преко археолошког комплекса Бактрија-Маргијана,+ они су били у контакту са блискоисточним градовима попут Ура, а насеља Синташте откривају опсежну индустрију производње бакра која производи бакар за тржиште Блиског истока.  Култура Синташте обликована је ратовањем, које се одвијало заједно са растућом трговином на даљине.  Кочије су биле важно оружје у култури Синташте и одатле су се шириле на Блиски исток. 
Ентони примећује да су „детаљи погребних жртвовања у Синташти показали запањујуће паралеле са жртвеним погребним ритуалима описаним у Риг Веди“.

#### Шеснаесто поглавље: Отварање евроазијских степа
Степске културе између 2200–1800. п. н. е. су култура много ваљкова (2200–1800. п. н. е.) (Дњепар-Дон-Волга), култура Филатовке и Потаповке . У шумској зони су касни средњи Дњепар и касне абашевске културе. Источно од Урала налазе се културе Синташте и Петровке. Источно од Каспијског мора је индоевропска касно Келтеминарска култура. 
Културе Катакомбе, Полтавке и Потаповке наследила је култура Срубне, а културе Синташте и Петровке Андроновска култура . 

## Рецензије
Антонијево дело је добило генерално позитивне критике. Њујорк Тајмс је, обративши пажњу на дугогодишњу расправу међу научницима о пореклу индоевропске језичке групе, изјавио, „Ентони није први научник који је изнео тврдњу да праиндоевропски долази из [степе јужне Украјине и Русије], али с обзиром на огроман низ доказа које износи, он је можда последњи који ће то морати“.
Географ Артур Крим расправљао је о делу у часопису Geographical Review.  Према Криму, Антонијева „расправа води се са археологом Колином Ренфруом“ и његовом анатолијском хипотезом, која је предложила да се рани праиндоевропски језик развио око 6500. године пре нове ере и да је потекао са чувеног неолитског налазишта у Чатал Хојуку у Турској .  Према Криму,
Ентони нуди убедљиву логику тврдећи како стопа језичке промене, очувана у првим писаним доказима индоевропских језика као што су хетитски и ведски текстови у Индији, почива на изуму возила са точковима и припитомљавању вунене овце између 4000. и 3500. п. н. е. Ови језички корени, а не старије порекло у Анатолији или на Блиском истоку које је предложио Ренфру, бележе постојање ПИЕ у периоду након 4000. п. н. е... Дејвид Ентони је произвео убедљиве и детаљне доказе који порекло индоевропске културе смештају на руско-украјинске степе у 3500. п. н. е. и демонстрирају ширење њених јахачких иновација ка западу уз Дунав у централну Европу и ка истоку преко иранске висоравни у долину Инда.
Ревија Rocky Mountain Review Удружења Савремених Језика Стеновитих Планина назвала је то дело „археолошким подвигом“ који „премошћује тврдоглави јаз између лингвиста и археолога“. Преглед је с одобравањем забележио Ентонијево служење совјетским и источноевропским истраживањима која су раније била непозната западним истраживачима.
Најкритичнији био је амерички антрополог Филип Кол и његова рецензија под насловом„Погибељ запрега пред коњима: језички модели и неодређени археолошки записи“ (Perils of Carts before Horses: Linguistic Models and the Underdetermined Archaeological Record) у часопису American Anthropologist.  Кол тврди да је Ентонијев језички модел претерано једноставан за развој индоевропских језика које представља као пуке производе разилажења са крајњим пореклом из једног јединог извора. Иако Кол признаје да Ентони обраћа пажњу на позајмљенице и утицаје суседних култура. Кол кртикује то што Ентонијев језички модел управља „археолошком интерпретацијом, а не обрнуто“. Према Колу, „такав поступак готово нужно значи да се археолошким записом непрекидно манипулише како би одговарао језичком моделу који он треба да потврди; логика води у круг“.  Кол даље примећује да је Ентонијева реконструкција смела и маштовита, али је такође „нужно селективна“ и понекад обмањујућа када се ослања на прилично ограничен број предмета. Према Колу:
Главни проблем с овом књигом је њена претпоставка да су Индоевропљани искључиво или готово искључиво упражњавали одређене културне одлике, укључујући употребу извесних технологија, па чак и религијске обреде. Да ли је таква искључивост била карактеристична за свет касне праисторије, или ће пре бити да су људи који су говорили различите језике непрестано били у додиру једни са другима, прихватали и трансформисали туђе обичаје и веровања?
Кол упозорава на Ентонијев предлог да се јахање развило врло рано у халколиту у праиндоевропској домовини . Према Колу, јахање је било готово невидљиво у древном блискоисточном сликовном запису до практично краја 3. миленијума пре нове ере.  Кол најзад примећује да Ентони одбацује некадашња маштања о супериорним Аријевцима, али да његови описи утицаја индоевропских култура на евроазијски свет могу да се уклопе у „фантазије о посебно надареним и креативним Индоевропљанима-Аријевцима".
Па ипак, Кол је књигу назвао „магистралном синтезом степске археологије“ и изјавио је да:
Дугорочна вредност ове књиге лежи у њеној богатој и живописној синтези изузетно комплексног корпуса археолошких података о периоду од неолита до бронзаног доба, протежући се од Балкана до централне Азије. Ентони пише изузетно добро и мајсторски описује остатке материјалних култура, извлачећи невероватне количине информација о природи и размери прехрамбених активности, друштвених структура, па чак и обредних обичаја.
Колову критику оспоравали су други, приметивши да је Ентонијев опсежни преглед археолошких доказа сугерисао да он користи језички модел не како би „потврдио“ „археолошки запис“, већ „интерагује са [археолошким записом] и помогне у његовом објашњавању".

## Награде
- Књижевна награда Друштва за америчку археологију за 2010. годину.

### Штампани извори
- Anthony, David W. (2007), The Horse, the Wheel, and Language: How Bronze-Age Riders from the Eurasian Steppes Shaped the Modern World, Princeton University Press, ISBN 978-0-691-14818-2
- Anthony, David W. (2010), The Horse, the Wheel, and Language: How Bronze-Age Riders from the Eurasian Steppes Shaped the Modern World, Princeton University Press, ISBN 1400831105
- Kohl, Philip L. (март 2009). „Perils of Carts before Horses: Linguistic Models and the Underdetermined Archaeological Record”. American Anthropologist. 111 (1): 109—111. doi:10.1111/j.1548-1433.2009.01086.x.
- Krim, Arthur (1. 1. 2008). „Review of The Horse, the Wheel and Language: How Bronze-Age Riders from the Eurasian Steppes Shaped the Modern World”. Geographical Review. 98 (4): 571—573. JSTOR 40377356.
- Ringe, Donald A. (2006). From Proto-Indo-European to Proto-Germanic. Linguistic history of English, v. 1. Oxford: Oxford University Press. ISBN 0-19-955229-0.

### Извори на интернету
1. ↑  „The Horse, The Wheel and Language”.